# ニュエセスの虐殺
ニュエセスの虐殺（英: Nueces massacre）は、1862年8月10日にテキサス州キニー郡で起こった、アメリカ連合国軍（南軍）兵士とドイツ系テキサス人 (w:German Texan) との間で起こった事件。中央テキサスのドイツ人の多くはドイツから来た第一世代の移民であり、奴隷制度に反対する立場をとる合衆国軍（北軍）を支持していた。ジルスピー郡およびその他のテキサス・ヒル・カントリー地域の各郡では、テキサスの合衆国離脱に反対する投票を行うなどしていた。こういった雰囲気により連合国政府は中央テキサスに戒厳令を敷いた。
この事件に至る前の1862年春、兵士の不足していた連合国軍によってテキサス人の徴兵が開始され、これに対して多くのドイツ系テキサス人が異議を唱えた。当時テキサスでこの徴兵制に対して最も頑強に抵抗したのが、中央テキサス (w:Central Texas) およびテキサス・ヒル・カントリー地域に属する郡（ジルスピー、カー、ケンドール、メディナおよびベア）のテハーノとドイツ系テキサス人達であり、彼らの大部分は合衆国（北軍）の強力な支持者だった。
これらの郡による反対意見があちこちに広がったため、連合国軍当局はこの地域に戒厳令を敷いた。上記2地域のドイツ系テキサス人らは徴兵を避けるためにメキシコに逃れようとしたが、8月にヒル・カントリーからの61人はニュエセス川近くで連合国軍騎馬隊に追いつかれてしまった。ここで発砲が行われ、34人が撃ち殺された。この中には逮捕されその後に処刑された者も含まれる。
1866年にこの虐殺事件の犠牲者の慰霊のための記念碑がテキサス州コンフォートに建立された。この記念碑の名称は "Treue der Union Monument"（合衆国への忠誠碑）とよばれドイツ語を含んでいる。ここにはリオグランデ川に飛び込んで行方不明となった者を除くすべての犠牲者の遺体が集団埋葬されている。旧南軍領土内にある唯一の記念碑であり、事件当時の36星の星条旗を通年で半旗掲揚することが認められている。